# مچک جروم
مچاک جروم (Mechack Jérôme) بازیکن فوتبال اهل هائیتی است. او ملی پوش تیم ملی فوتبال هائیتی نیز بوده‌است.
او هم‌اکنون بازیکن باشگاه اسپورتینگ کانزاس سیتی است.